# Заборовець Федір
Федір Заборовець (псевдо: «Андрій», «Жен», «Жека», «Кучер», «Політик», «Польовий») ( 1917, с. Звірів, тепер Луцький район, Волинська область —  23 грудня 1945, с. Оздів, тепер Луцький район, Волинська область) — провідник Луцького окружного проводу ОУН, провідник Холмського окружного проводу ОУН, лицар Срібного хреста заслуги УПА.

## Життєпис
Народився у 1917 році в колонії Олександрія, тепер частина села Звірів, Луцький район, Волинська область.
Культосвітній референт надрайонного проводу ОУН (Піддубці) (1937–1938). Перебував у польській в’язниці. З жовтня 1939 року на нелегальному становищі, перетнув у 1940 році радянсько-німецький кордон та в місті Холм пройшов органійно-пропагандивний вишкіл ОУН. Працював старшиною Української допоміжної поліції в м. Рівне (07–11.1941), командир УДП м. Луцька (1942). 
З 1942 року член Луцького окружного проводу ОУН. Провідник Холмського окружного проводу ОУН (1944 – 04.1945), керівник Луцького окружного проводу ОУН (05–12.1945). 
Загинув 23 грудня 1945 року у бою з АБГ УНКВС Твердого (Й. Кравчук) та Романа поблизу села Оздів Луцького району Волинської області.

## Нагороди
- Відзначений наказом УГВР від 8.10.1945 р. Срібним Хрестом Заслуги[1].